# Cupa Confederațiilor FIFA 2013
Cupa Confederațiilor FIFA 2013 s-a jucat în Brazilia în 2013 și a fost a noua Cupă a Confederațiilor FIFA. Turneul s-a desfășurat în perioada 15-30 iunie 2013. Brazilia a fost castigatoarea competiției venind din postura de campioană en titre, învingând în finală Spania.

## Echipe calificate
| Echipă   | Asociație | Calificare                                         | Data calificării  | Participare |
| -------- | --------- | -------------------------------------------------- | ----------------- | ----------- |
| Brazilia | CONMEBOL  | Gazda Campionatului Mondial de Fotbal 2014         | 30 octombrie 2007 | 7           |
| Spania   | UEFA      | Câștigătoarea Campionatului Mondial de Fotbal 2010 | 11 iulie 2010     | 2           |
| Japonia  | AFC       | Câștigătoarea Cupa Asiei AFC 2011                  | 29 ianuarie 2011  | 5           |
| Mexic    | CONCACAF  | Câștigătoarea Cupei de Aur CONCACAF 2011           | 26 iunie 2011     | 6           |
| Uruguay  | CONMEBOL  | Câștigătoarea Copa América 2011                    | 24 iulie 2011     | 2           |
| Nigeria  | CAF       | Câștigătoarea Cupei Africii pe Națiuni 2012        | 10 februarie 2013 | 2           |
| Italia   | UEFA      | Finalistă Campionatului European de Fotbal 2012    | 28 iunie 2012     | 2           |
| Tahiti   | OFC       | Câștigătoarea Cupei OFC pe Națiuni 2012            | 10 iunie 2012     | 1(debut)    |

1Italia a primit dreptul de a participa deoarece Spania a câștigat și Campionatul Mondial de Fotbal 2010 și UEFA Euro 2012.

## Stadioane
Pentru acest turneu se vor folosi șase stadioane din șase orașe.
| Belo Horizonte, MG                  | Belo HorizonteBrasíliaFortalezaRecifeRio de JaneiroSalvador | Recife, PE                             |
| ----------------------------------- | ----------------------------------------------------------- | -------------------------------------- |
| Estádio Mineirão Capacitate: 62.547 | Belo HorizonteBrasíliaFortalezaRecifeRio de JaneiroSalvador | Arena Pernambuco Capacitate: 44.248    |
| Brasília, DF                        | Belo HorizonteBrasíliaFortalezaRecifeRio de JaneiroSalvador | Rio de Janeiro, RJ                     |
| Estádio Nacional Capacitate: 70.064 | Belo HorizonteBrasíliaFortalezaRecifeRio de JaneiroSalvador | Estádio do Maracanã Capacitate: 78.639 |
| Fortaleza, CE                       | Belo HorizonteBrasíliaFortalezaRecifeRio de JaneiroSalvador | Salvador, BA                           |
| Estádio Castelão Capacitate: 64.846 | Belo HorizonteBrasíliaFortalezaRecifeRio de JaneiroSalvador | Arena Fonte Nova Capacitate: 55.000    |

## Tragerea la sorți
Tragerea la sorți pentru competiție a avut loc Palácio das Convenções din Anhembi Convention Center în São Paulo, Brazilia la 1 decembrie 2012.
Echipe din aceeași confederație nu au fost distribuite în aceeași grupă, deci o echipă UEFA și una CONMEBOL în fiecare grupă. Brazilia și Spania au fost distribuite automat în A1 și B1, iar ca urmare a acestei distribuiri Italia a ajuns în grupa A iar Uruguayul grupa B.

## Arbitrii

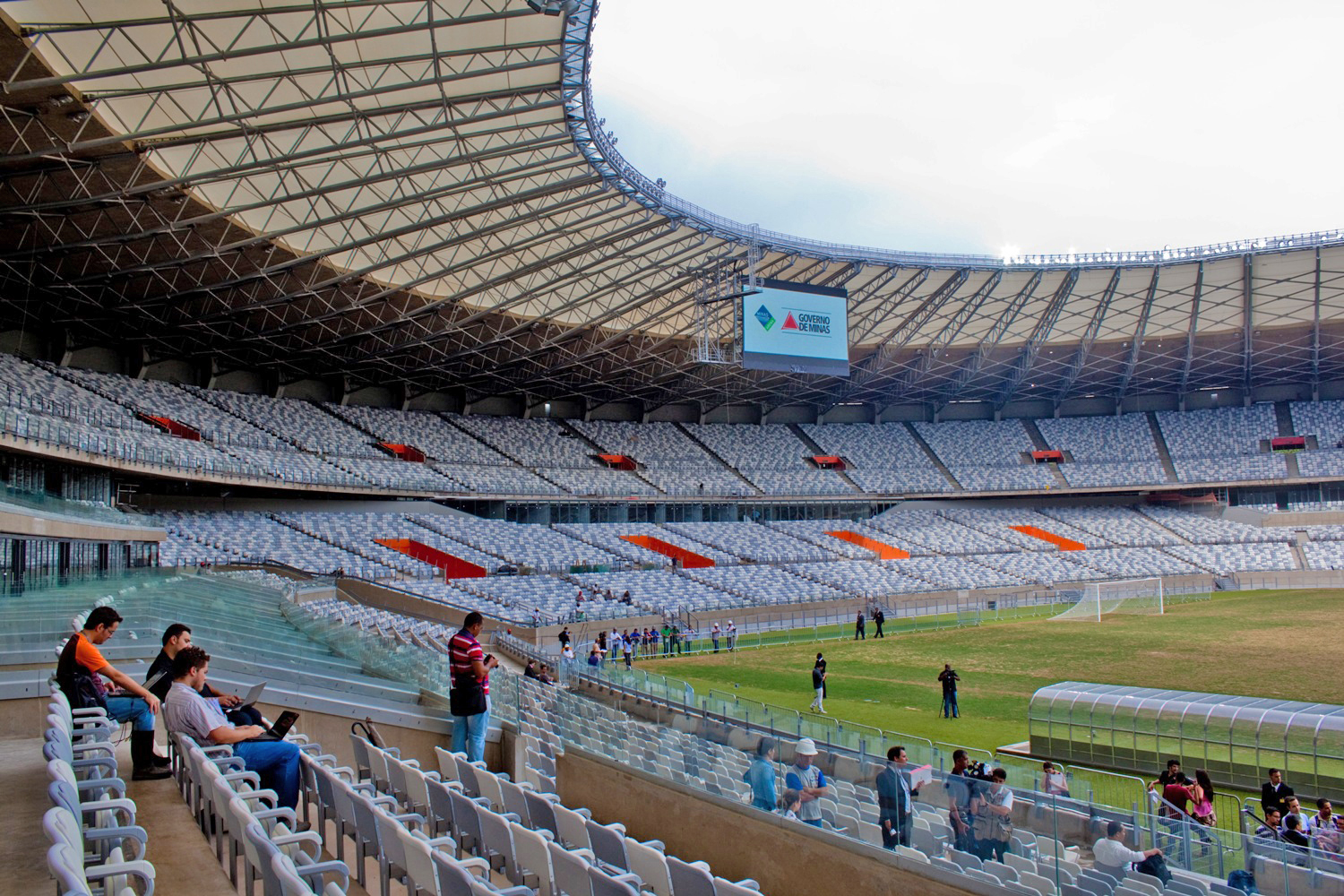
Vedere interioară din Belo Horizonte.

Cele zece echipe de arbitrii au fost publicate de FIFA pe 13 mai 2013.
| Confederația | Arbitrul                     | Asistenții                                                         |
| ------------ | ---------------------------- | ------------------------------------------------------------------ |
| AFC          | Yuichi Nishimura (Japonia)   | Toru Sagara (Japonia) Toshiyuki Nagi (Japonia)                     |
| AFC          | Ravshan Irmatov (Uzbekistan) | Abdukhamidullo Rasulov (Uzbekistan) Bahadyr Kochkarov (Kîrgîzstan) |
| CAF          | Djamel Haimoudi (Algeria)    | Abdelhak Etchiali (Algeria) Redouane Achik (Maroc)                 |
| CONCACAF     | Joel Aguilar (El Salvador)   | William Torres (El Salvador) Juan Zumba (El Salvador)              |
| CONMEBOL     | Diego Abal (Argentina)       | Hernán Maidana (Argentina) Juan Pablo Belatti (Argentina)          |
| CONMEBOL     | Enrique Osses (Chile)        | Sergio Román (Chile) Carlos Astroza (Chile)                        |
| UEFA         | Howard Webb (Anglia)         | Mike Mullarkey (Anglia) Darren Cann (Anglia)                       |
| UEFA         | Felix Brych (Germania)       | Stefan Lupp (Germania) Mark Borsch (Germania)                      |
| UEFA         | Björn Kuipers (Olanda)       | Sander van Roekel (Olanda) Erwin Zeinstra (Olanda)                 |
| UEFA         | Pedro Proença (Portugalia)   | Bertino Miranda (Portugalia) Tiago Trigo (Portugalia)              |

## Loturi
Lotul fiecărei echipe pentru Cupa Confederațiilor este alcătuit din 23 de fotbaliști. Fiecare națională participantă trebuie să își anunțe loturile finale până la data de 3 iunie 2013. Echipele pot înlocui jucători în cazul accidentărilor serioase, până cel târziu cu 24 de ore înainte de ora primului meci. Loturile au fost publicate de FIFA pe 7 iunie 2013.

## Faza grupelor
Criterii de departajare
În fotbal există mai multe metode de a departaja echipele cu un număr egal de puncte într-o grupă. Pentru turneul final al Campionatului Mondial, FIFA folosește următorul sistem.
Clasamentul în fiecare grupă este determinat după următoarele criterii:
1. Cel mai mare număr de puncte obținute în toate cele trei meciuri din grupă;
2. Golaverajul realizat de fiecare echipă în toate meciurile din grupă;
3. Cel mai mare număr de goluri marcate în cele trei meciuri din grupă.

Dacă două echipe sau mai multe echipe nu pot fi departajate prin criteriile 1-3, atunci sunt introduse câteva criterii secundare, după cum urmează:
1. Cel mai mare număr de puncte obținute în meciurile din grupă între echipele aflate la egalitate;
2. Golaverajul rezultat din meciurile din grupă între echipele aflate la egalitate;
3. Cel mai mare număr de goluri marcate în meciurile din grupă de echipele aflate la egalitate;
4. Comitetul Organizatoric al Campionatului Mondial realizează o tragere la sorți pentru a determina echipele care promovează în faza următoare a competiției

Toate orele sunt UTC−03:00.

### Grupa A
| Echipa   | MJ | V | E | Î | GM | GP | G  | Pct |
| -------- | -- | - | - | - | -- | -- | -- | --- |
| Brazilia | 3  | 3 | 0 | 0 | 9  | 2  | +7 | 9   |
| Italia   | 3  | 2 | 0 | 1 | 8  | 8  | 0  | 6   |
| Mexic    | 3  | 1 | 0 | 2 | 3  | 5  | −2 | 3   |
| Japonia  | 3  | 0 | 0 | 3 | 4  | 9  | −5 | 0   |

| 15 iunie 2013 | Brazilia | 3–0 | Japonia  |
| 16 iunie 2013 | Mexic    | 1–2 | Italia   |
| 19 iunie 2013 | Brazilia | 2–0 | Mexic    |
| 19 iunie 2013 | Italia   | 4–3 | Japonia  |
| 22 iunie 2013 | Italia   | 2-4 | Brazilia |
| 22 iunie 2013 | Japonia  | 1-2 | Mexic    |

### Grupa B
| Echipa  | MJ | V | E | Î | GM | GP | G   | Pct |
| ------- | -- | - | - | - | -- | -- | --- | --- |
| Spania  | 3  | 3 | 0 | 0 | 15 | 1  | +14 | 9   |
| Uruguay | 3  | 2 | 0 | 1 | 11 | 3  | +8  | 6   |
| Nigeria | 3  | 1 | 0 | 2 | 7  | 6  | +1  | 3   |
| Tahiti  | 3  | 0 | 0 | 3 | 1  | 24 | −23 | 0   |

| 16 iunie 2013 | Spania  | 2–1  | Uruguay |
| 17 iunie 2013 | Tahiti  | 1–6  | Nigeria |
| 20 iunie 2013 | Spania  | 10–0 | Tahiti  |
| 20 iunie 2013 | Nigeria | 1–2  | Uruguay |
| 23 iunie 2013 | Nigeria | 0-3  | Spania  |
| 23 iunie 2013 | Uruguay | 8-0  | Tahiti  |

## Faza eliminatorie
|  | Semifinale                | Semifinale           |   |                     | Finala                    | Finala |  |
|  |                           |                      |   |                     |                           |        |  |
|  | 26 iunie – Belo Horizonte |                      |   |                     |                           |        |  |
|  | Brazilia                  | 2                    |   |                     |                           |        |  |
|  | Uruguay                   | 1                    |   |                     |                           |        |  |
|  |                           |                      |   |                     |                           |        |  |
|  |                           |                      |   |                     | 30 iunie – Rio de Janeiro |        |  |
|  |                           |                      |   |                     | Brazilia                  | 3      |  |
|  |                           | Spania               | 0 |                     |                           |        |  |
|  |                           |                      |   |                     |                           |        |  |
|  |                           |                      |   |                     |                           |        |  |
|  |                           |                      |   |                     | Finala mică               |        |  |
|  | 27 iunie – Fortaleza      | 27 iunie – Fortaleza |   | 30 iunie – Salvador | 30 iunie – Salvador       |        |  |
|  | Spania (pen.)             | 0 (7)                |   | Uruguay             | 2 (2)                     |        |  |
|  | Italia                    | 0 (6)                |   |                     | Italia                    | 2 (3)  |  |

### Semifinale
| Brazilia              | 2–1    | Uruguay    |
| --------------------- | ------ | ---------- |
| Fred 41' Paulinho 86' | Raport | Cavani 48' |

| Spania                                                   | 0–0 (d.p.) | Italia                                                                  |
| -------------------------------------------------------- | ---------- | ----------------------------------------------------------------------- |
|                                                          | Raport     |                                                                         |
| Xavi · Iniesta · Piqué · Ramos · Mata · Busquets · Navas | 7–6        | Candreva · Aquilani · De Rossi · Giovinco · Pirlo · Montolivo · Bonucci |

### Finala mică
| Uruguay                                      | 2 - 2 (d.p.) | Italia                                            |
| -------------------------------------------- | ------------ | ------------------------------------------------- |
| Cavani 58', 78'                              | Raport       | Astori 24' Diamanti 73'                           |
| Forlán · Cavani · Suárez · Cáceres · Gargano | 2–3          | Aquilani · El Shaarawy · De Sciglio · Giaccherini |

### Finala
| Brazilia                | 3–0    | Spania |
| ----------------------- | ------ | ------ |
| Fred 2', 47' Neymar 44' | Raport |        |

## Marcatori
5 goluri
- Fernando Torres  Spania

4 goluri
- Abel Hernández  Uruguay

3 goluri
| - Nnamdi Oduamadi Nigeria - Fred Brazilia - Neymar Brazilia - Javier Hernández Mexic - David Villa Spania - Edinson Cavani Uruguay - Luis Suárez Uruguay 2 goluri - Mario Balotelli Italia - Jô Brazilia - Paulinho Brazilia - Shinji Okazaki Japonia - David Silva Spania - Jordi Alba Spania 1 gol - Dante Brazilia - Davide Astori Italia - Andrea Pirlo Italia - Alessandro Diamanti Italia - Giorgio Chiellini Italia - Daniele De Rossi Italia - Emanuele Giaccherini Italia - Sebastian Giovinco Italia - Keisuke Honda Japonia - Shinji Kagawa Japonia - Uwa Elderson Echiéjilé Nigeria - Mikel John Obi Nigeria - Juan Mata Spania - Pedro Spania - Roberto Soldado Spania - Luis Suárez Uruguay - Jonathan Tehau Tahiti - Diego Forlán Uruguay - Diego Lugano Uruguay - Luis Suárez Uruguay - Diego Pérez Uruguay Autogol - Jonathan Tehau Tahiti (pentru Nigeria) - Nicolas Vallar Tahiti (pentru Nigeria) - Atsuto Uchida Japonia (pentru Italia) |